# 和歌山県の市町村歌一覧
和歌山県の市町村歌一覧（わかやまけんのしちょうそんかいちらん）は、日本の和歌山県に属する市町村で制定されている、もしくは過去に制定されていた市町村歌などの自治体歌やそれに準じた楽曲の一覧である。なお、一覧の順序は全国地方公共団体コード順による。

## 概説
県庁所在地の和歌山市では1922年（大正13年）に初代の市歌が制定されたが、その後も頻繁に代替わりを繰り返しており現在の市歌は4代目となる。その他の市では海南市が戦前から市歌を制定していたが、下津町との新設合併に伴い廃止されたため現在は合併後に選定されたイメージソングのみが存在している。橋本市や新宮市では、新設合併後も同名旧市の市歌が継承された。町村部では平成の大合併を経て新たに誕生した町の大半が町歌の制定に至っていない。地域傾向としては紀北で制定率が高く、紀中・紀南では低くなっている。
作詞は合併で廃止されたものを含めて新宮市出身の詩人・佐藤春夫と、日高郡美山村（現在の日高川町）出身で「和歌山県民歌」を始め多くの自治体歌を作詞した県文化功労賞受賞者・西川好次郎の手になるものが多い。

## 市部
和歌山市
- 和歌山市市歌[2] - 1955年（昭和30年）制定

作詞：佐藤春夫 作曲：山田耕筰
4代目の市歌である。
海南市
- 好きです海南[3] - 2010年（平成22年）発表

作詞：石井昭吉 作曲：北村浩司 編曲：武浩
海南市観光協会選定イメージソング。
橋本市
- 橋本市歌[4]

作詞：安西冬衛 作曲：野口源次郎
高野口町との新設合併に際しては「新市において定める」との申し合わせが行われたが、高野口町が町歌を制定していなかったことから（旧）橋本市の市歌を継承することで合意し2006年（平成18年）10月1日付で改めて制定された。
有田市
- 有田市歌[6] - 1986年（昭和61年）4月1日制定

作詞：藤岡久夫 作曲：廣田達男
御坊市
- 御坊市歌[7] - 1954年（昭和29年）制定

作詞：西川好次郎 作曲：片山頴太郎
田辺市
- （未制定）

田辺広域合併協議会では、市歌の制定について特に取り決めが実施されなかった。
新宮市
- 新宮市歌[8] - 1951年（昭和26年）11月3日制定

作詞：佐藤春夫 作曲：信時潔
2代目の市歌である。熊野川町との新設合併に際しては「新市において定める」との申し合わせが行われたが、合併後に（旧）新宮市の市歌を継承することで合意し2006年（平成18年）4月1日付で改めて制定された。作詞・作曲者は「山口県民の歌」および2005年（平成17年）に廃止された旧「山口市の歌」と同じ組み合わせである。
紀の川市
- 紀の川市歌[9] - 2016年（平成28年）3月25日制定

作詞：保岡直樹 作曲：青木進
合併10周年記念。なお、2006年（平成18年）には市民音頭として『紀の川音頭』（作詞：寺杣茂雄 作曲：那賀ひろし）が発表されている。
岩出市
- 岩出市民歌[12]

作詞：亀田忠彦 作曲：北原雄一 編曲：木村吉宏
町制施行時に「岩出町民歌」として制定され、市制施行後に改題・継承された。

## 町村部
海草郡紀美野町
- 紀美野町民歌[13] - 2007年（平成15年）10月制定

作詞：今野昭子 作曲：亀岡利行 編曲：ウインズ
伊都郡かつらぎ町
- かつらぎ町民歌 - 1988年（昭和63年）3月制定

作詞：芋瀬重治 補作：石本美由起 作曲：藤山一郎 編曲：横山菁児
伊都郡九度山町
- 九度山町民歌

伊都郡高野町
- 高野町の歌 - 1949年（昭和24年）制定

作詞：佐藤春夫 作曲：信時潔
有田郡湯浅町
- （不明）

有田郡広川町
- （不明）

有田郡有田川町
- （未制定）

吉備町・金屋町・清水町合併協議会では、町歌の制定に関する取り決めは特に行われなかった。
日高郡美浜町
- （不明）

日高郡日高町
- 日高いのち唄 - 1992年（平成4年）10月2日制定[14]

作詞：秋田泰治 作曲：池田八声
日高郡由良町
- 由良町歌

日高郡みなべ町
- （未制定）

南部町・南部川村合併協議会において「合併までに調整し、新町において新たに定める」との申し合わせが行われたが、実現していない。
日高郡印南町
- （不明）

日高郡日高川町
- （未制定）

川辺町・中津村・美山村合併協議会では「新町において新たに定める」との申し合わせが行われたが、実現していない。
西牟婁郡白浜町
- 白浜町歌 - 1957年（昭和32年）4月15日制定

作詞：岡本亮三
新設合併前の（旧）白浜町の町歌である。白浜町・日置川町合併協議会では町歌の扱いについて特に取り決めが行われなかったため、現在の地位は不明確である。
西牟婁郡上富田町
- （不明）

西牟婁郡すさみ町
- （不明）

東牟婁郡串本町
- （不明）

串本町・古座町合併協議会では町歌の扱いについて特に取り決めが行われなかった。
東牟婁郡那智勝浦町
- 那智勝浦町町歌[17] - 1985年（昭和60年）4月1日制定

作詞：若林芳樹 作曲：石桁真礼生
町制60周年記念。
東牟婁郡太地町
- （不明）

東牟婁郡古座川町
- 古座川音頭 - 2011年（平成23年）発表

作詞：山崎壽恵 作曲：長谷利子
東牟婁郡北山村
- （未制定）[18]

## 廃止された市町村歌
和歌山市
- 和歌山市歌（初代） - 1922年（大正13年）制定

作詞：岩橋喜宮一
楽譜は現存していない。
- 和歌山市歌（2代目） - 1935年（昭和10年）制定

作詞：土岐善麿 作曲：下総皖一
- 和歌山市歌（3代目） - 1940年（昭和15年）制定

作詞：田辺善一
皇紀二千六百年記念。
海南市
- 海南市歌[19] - 1934年（昭和9年）5月1日制定

作詞：上田節夫 作曲：打垣内正
新宮市
- 新宮市歌（旧） - 1936年（昭和11年）制定[20]

作詞：岩橋喜宮一 作曲者不詳
初代の市歌である。